# V935 Геркулеса
V935 Геркулеса (лат. V935 Herculis), HD 154973 — двойная затменная переменная звезда типа Беты Лиры (EB) в созвездии Геркулеса на расстоянии приблизительно 678 световых лет (около 208 парсек) от Солнца. Видимая звёздная величина звезды — от +8,64m до +8,44m. Орбитальный период — около 0,817 суток (19,607 часа).

## Характеристики
Первый компонент — жёлто-белая звезда спектрального класса A2*, или F0IV. Масса — около 1,822 солнечной, радиус — около 2,867 солнечного, светимость — около 14,42 солнечной. Эффективная температура — около 7065 K.
Второй компонент — жёлто-белая звезда спектрального класса F-A.

## Планетная система
В 2019 году учёными, анализирующими данные проектов HIPPARCOS и Gaia, у звезды обнаружена планета.